# Liste der Länderspiele der Futsalnationalmannschaft von Saint Kitts und Nevis
Die nachfolgende Liste enthält alle Länderspiele der Futsalnationalmannschaft von Saint Kitts und Nevis der Männer, die der Fußballverband von Saint Kitts und Nevis, die Saint Kitts and Nevis Football Association (SKNFA), im Jahr 2012 gegründet hat. Futsal ist die einzige von der FIFA anerkannte Variante des Hallenfußballs. Bisher wurden drei Länderspiele ausgetragen.

## Länderspielübersicht
Legende
- Erg. = Ergebnis
- n. V. = nach Verlängerung
- i. S. = im Sechsmeterschießen
- abg. = Spielabbruch
- H = Heimspiel
- A = Auswärtsspiel
- * = Spiel auf neutralem Platz
- Hintergrundfarbe grün = Sieg
- Hintergrundfarbe gelb = Unentschieden
- Hintergrundfarbe rot = Niederlage

| Nr.                    | Datum      | Erg. | Gegner     |   | Austragungsort                                       | Anlass                                | Bemerkungen |
| ---------------------- | ---------- | ---- | ---------- | - | ---------------------------------------------------- | ------------------------------------- | --- |
| 1                      | 02.07.2012 | 0:10 | Kuba       | * | Guatemala-Stadt (GUA), Domo Polideportivo de la CDAG | CONCACAF-Meisterschaft 2012- Endrunde | Erstes Spiel auf neutralem Platz Erste Niederlage Erste Niederlage auf neutralem Platz Höchste Niederlage Höchste Niederlage auf neutralem Platz Erstes Länderspiel gegen Kuba |
| 2                      | 03.07.2012 | 4:5  | Mexiko     | * | Guatemala-Stadt (GUA), Domo Polideportivo de la CDAG | CONCACAF-Meisterschaft 2012- Endrunde | Erstes Länderspiel gegen Mexiko |
| 3                      | 04.07.2012 | 1:7  | Costa Rica | * | Guatemala-Stadt (GUA), Domo Polideportivo de la CDAG | CONCACAF-Meisterschaft 2012- Endrunde | Erstes Länderspiel gegen Costa Rica |
| Stand: 27. August 2018 |            |      |            |   |                                                      |                                       | |

## Statistik
In der Statistik werden nur die offiziellen Länderspiele berücksichtigt.
Legende
- Sp. = Spiele
- Sg. = Siege
- Uts. = Unentschieden
- Ndl. = Niederlagen
- Hintergrundfarbe grün = positive Bilanz
- Hintergrundfarbe gelb = ausgeglichene Bilanz
- Hintergrundfarbe rot = negative Bilanz

### Gegner
| Land       | Kontinentalverband | Sp. | Sg. | Uts. | Ndl. | Torverhältnis |
| ---------- | ------------------ | --- | --- | ---- | ---- | ------------- |
| Costa Rica | CONCACAF           | 1   | 0   | 0    | 1    | 1:7           |
| Kuba       | CONCACAF           | 1   | 0   | 0    | 1    | 00:10         |
| Mexiko     | CONCACAF           | 1   | 0   | 0    | 1    | 4:5           |
| Gesamt     | Gesamt             | 3   | 0   | 0    | 3    | 05:22         |

### Kontinentalverbände
| Kontinentalverband                 | Sp. | Sg. | Uts. | Ndl. | Torverhältnis |
| ---------------------------------- | --- | --- | ---- | ---- | ------------- |
| AFC (Asien)                        | 0   | 0   | 0    | 0    | 0:0           |
| CAF (Afrika)                       | 0   | 0   | 0    | 0    | 0:0           |
| CONCACAF (Nord- und Mittelamerika) | 3   | 0   | 0    | 3    | 05:22         |
| CONMEBOL (Südamerika)              | 0   | 0   | 0    | 0    | 0:0           |
| OFC (Ozeanien)                     | 0   | 0   | 0    | 0    | 0:0           |
| UEFA (Europa)                      | 0   | 0   | 0    | 0    | 0:0           |
| Gesamt                             | 3   | 0   | 0    | 3    | 05:22         |

### Anlässe
| Anlass                                 | Sp. | Sg. | Uts. | Ndl. | Torverhältnis |
| -------------------------------------- | --- | --- | ---- | ---- | ------------- |
| CONCACAF-Meisterschaft-Endrundenspiele | 3   | 0   | 0    | 3    | 05:22         |
| Freundschaftsspiele                    | 0   | 0   | 0    | 0    | 0:0           |
| Gesamt                                 | 3   | 0   | 0    | 3    | 05:22         |

### Spielarten
| Spielart                       | Sp. | Sg. | Uts. | Ndl. | Torverhältnis |
| ------------------------------ | --- | --- | ---- | ---- | ------------- |
| Heimspiele (H)                 | 0   | 0   | 0    | 0    | 0:0           |
| Spiele auf neutralem Platz (*) | 3   | 0   | 0    | 3    | 05:22         |
| Auswärtsspiele (A)             | 0   | 0   | 0    | 0    | 0:0           |
| Gesamt                         | 3   | 0   | 0    | 3    | 05:22         |

### Austragungsorte
| Austragungsort  | Land      | Sp. | Sg. | Uts. | Ndl. | Torverhältnis |
| --------------- | --------- | --- | --- | ---- | ---- | ------------- |
| Guatemala-Stadt | Guatemala | 3   | 0   | 0    | 3    | 05:22         |
| Gesamt          | Gesamt    | 3   | 0   | 0    | 3    | 05:22         |

### Spielergebnisse
|      | Gegentore | Gegentore | Gegentore | Gegentore | Gegentore | Gegentore | Gegentore | Gegentore | Gegentore | Gegentore | Gegentore |
| Tore | 0         | 1         | 2         | 3         | 4         | 5         | 6         | 7         | 8         | 9         | 10        |
| ---- | --------- | --------- | --------- | --------- | --------- | --------- | --------- | --------- | --------- | --------- | --------- |
| 0    | -         | -         | -         | -         | -         | -         | -         | -         | -         | -         | 1         |
| 1    | -         | -         | -         | -         | -         | -         | -         | 1         | -         | -         | -         |
| 2    | -         | -         | -         | -         | -         | -         | -         | -         | -         | -         | -         |
| 3    | -         | -         | -         | -         | -         | -         | -         | -         | -         | -         | -         |
| 4    | -         | -         | -         | -         | -         | 1         | -         | -         | -         | -         | -         |